# Liste des ambassadeurs de l'UNICEF
De nombreuses personnalités sont ambassadeurs de bonne volonté de l'UNICEF.
Liste à jour au 21 mai 2021.

## Ambassadeurs internationaux
Entre parenthèses, l'année de désignation.
- Richard Attenborough (nommé en 1987, mort en 2014)
- Amitabh Bachchan
- Steve Barakatt
- David Beckham (2005)
- Harry Belafonte (nommé en 1987, mort en 2023)
- Jackie Chan (2004)
- Judy Collins (1995)
- Ali Daei
- Patrik Eliáš
- Mia Farrow (2000)
- Roger Federer (2006)
- Whoopi Goldberg
- Ryan Giggs
- Audrey Hepburn (nommée en 1988, morte en 1993)
- Angelina Jolie
- Nwankwo Kanu
- Danny Kaye (nommé en 1954, mort en 1987)
- Angélique Kidjo
- Johann Olav Koss
- Tetsuko Kuroyanagi (1984)
- /  Femi Kuti
- Biyouna
- Leon Lai
- Lang Lang
- Jessica Lange
- Ricky Martin
- Roger Moore (nommé en 1991, mort en 2017)
- Nana Mouskouri (1993)
- Youssou N'Dour
- Orchestre philharmonique de Berlin (2007)
- Simon Rattle (2007)
- Vanessa Redgrave (1995)
- Sebastião Salgado
- Susan Sarandon (1999)
- Shakira
- /  Vendela Thommessen
- Peter Ustinov (nommé en 1969, mort en 2004)
- Maxime Venguerov
- Orlando Bloom (2009)
- /  Lionel Messi (2010)
- Katy Perry (2013)
- Novak Djokovic (2015)
- /  Millie Bobby Brown (2019)
- /  Khaby Lame (2025)[1]

## Ambassadeurs régionaux

### Asie de l'Est et Pacifique
- Aaron Kwok (2011)
- Agnes Chan Miling (2016)
- Merewalesi Nailatikau (2011)
- Miriam Yeung (2009)

### Afrique du Sud et de l'Est
- Oliver Mtukudzi (2011)
- Yvonne Chaka Chaka (2005)
- Zola (2006)
- Narcisse Randrianarivony (2007)

### Pays de la Francophonie
- Patrick Poivre d'Arvor (2007)

### Amérique latine
- Miguel Repiso (2018)
- Diego Torres (2006)

Moyen-Orient et Afrique du Nord
- Kadim Al-Sahir (2015)
- Nancy Ajram (2009)
- Mahmoud Kabil (2004)

Asie du Sud
- Sachin Tendulkar (2013)
- Aamir Khan  (2020)

### Afghanistan
- Raees Ahmadzi (2011)

### Afrique du Sud
- Quinton Fortune (2004)
- Gavin Rajah (2007)

### Algérie
- Salima Souakri (2011)
- Madjid Bougherra (2011)

### Allemagne
- Mats Hummels (2017)
- Alexander Gerst (2014)
- Dirk Nowitzki (2013)
- Nina Ruge (2012)
- Eva Padberg (2012)
- Claudia Schiffer (2006)
- Sabine Christiansen (1997)
- Heidi Klum (2012-2015)

### Andorre
- Albert Llovera (2010)
- Gerard Claret (2010)

### Argentine
- Julián Weich (2000)
- Manu Ginóbili (2007)
- Natalia Oreiro (2011)

### Arménie
- Charles Aznavour (2003, mort en 2018)
- Henrikh Mkhitaryan (2016)
- Alla Levonyan (2007)

### Australie
- Callan McAuliffe (2013)
- Adam Liaw (2013)
- Steven Solomon (2013)
- Carrie Bickmore (2012)
- Brett Emerton (2012)
- Morris Gleitzman (2011)
- The Wiggles (2008)
- Tara Moss (2008)
- Geoffrey Rush (2006)
- Jimmy Barnes (2004)
- Roy and HG (en) (1993)
- Ken Done (1988)

### Autriche
- Thomas Brezina (1996)
- Christiane Hörbiger (2003)

### Azerbaïdjan
- Teimour Radjabov (2006)

### Bangladesh
- Arifa Zaman Moushumi (2013)
- Jewel Aich (en) (2013)
- Shakib Al Hasan (2013)

### Biélorussie
- Vladimir Pougatch (2014)
- Max Mirnyi (2011)

### Belgique
- Henri PFR (2019)[2]
- Nafissatou Thiam (2017)
- Tom Waes (2014)
- Helmut Lotti (1997)

### Bénin
- Zeynab Habib (2007)

### Bolivie
- Juan Carlos 'Chavo' Salvatierra (2014)

### Bosnie-Herzégovine
- Edin Džeko (2009)

### Brésil
- Mauricio de Sousa (2007)
- Felipe Massa (2007)
- Lázaro Ramos (2009)
- Mônica (2007)
- Daniela Mercury (1995)
- Renato Aragão (1991)

### Bulgarie
- Vladimir Ampov (es) (2014)
- Ani Salich (2006)

### Cameroun
- Fabrice Ondoa (2018)
- Samuel Eto'o (2017)

### Canada
- Zahra Al-Harazi (ar) (2016)
- Karina LeBlanc (2013)
- Bayan Yammout (2011)
- Solange Tuyishime (2010)
- Mariatu Kamara (2008)
- John Nsabimana (2008)
- Jan Lisiecki (2008)
- Elizabeth Dallaire (2007)
- Veronica Tennant (1992)
- Roch Voisine (2000-2001)

### Chili
- Benjamin Vicuña (2008)
- Iván Zamorano (1998)

### Chine
- Chen Kun (2012)
- Maggie Cheung (2010)
- Yang Lan (2010)

### Chypre
- Nasos Ktorides (2012)

### Colombie
- Andrés Cepeda (2017)
- Aida Morales (2016)
- Belky Arizala (2016)
- Carolina Cruz (2016)
- Daniella Álvarez (2016)
- Johanna Morales (2016)
- Iván Lalinde (2016)
- Karin Jiménez (2016)
- Marcela Carvajal (2016)
- Mónica Rodriguez (2016)
- Nairo Quintana (2016)
- Natalia Jerez (2016)
- Pedro Ruiz (2016)
- Santiago Arias (2016)
- Nicole Regnier (2014)
- Carlos Vives, Claudia Elena Vasquez, Elena Vives Vasquez (2009)

### Congo
- Tresor Lualua (2009)
- Cédric Bakambu (2019)
- Fally Ipupa (2021)

### Corée du Sud
- Sung Ki Ahn (1993)
- Wan Suh Park (1993)
- Byung-Ki Hwang (1996)
- Dooly (1997)
- Pum-Soo Sohn (1999)
- Si Won Ryu (1999)
- Mee-Hwa Kim (1999)
- Myung-Hwa Chung (1999)
- Won Bin (2007)
- Chung Myung-whun (2008)
- Lee Bo-young
- Kim Yuna (2010)
- Choi Si-Won (Membre du groupe Super Junior) (2010)
- UEE (Membre du groupe After School) (2012)
- Infinite (2012)
- Han Ga In (2012)
- Kim Bum (2012)
- Kim Hye Soo  (2012)
- Shin Kyung Sook (2012)
- Seohyun (Membre du groupe Girls' Generation) (2012)
- BTS (2018)

### Côte d'Ivoire
- Basile Boli (2000)

### Croatie
- Mirna Medakovic Stepinac (2018)
- Slaven Bilić (2009)
- Maja Vucic (2006)
- Bojana Gregoric (2004)
- Zlatan Stipišic Gibonni (2003)

### Cuba
- Lizt Alfonso (2011)
- X-Alfonso (2010)
- Raul Paz (2009)
- La Colmenita, théâtre national pour enfants de Cuba (2007)
- Ernán López-Nussa (1995)

### Danemark
- Skæg (2016)
- Sofie Østergaard (2017)
- Kurt Flemming
- Bubber
- Peter Frödin
- Trine Dyrholm
- Caroline Henderson
- Anders Berthelsen
- Sebastian Dorset
- Mek Pek
- Rune Klan
- Birthe Kaer

### Espagne
. Pablo Alboran (2021)
- David Bisbal (2017)
- José Manuel Calderón (2014)
- Sergio Ramos (2014)
- Los Lunnis (2005)
- Rafael Guijosa (2005)
- Fernando Alonso (2005)
- María Bayo (2004)
- Silvia Abascal (2003)
- Pau Gasol (2003)
- Eusebio Sacristán (2002)
- Teresa Viejo (2000)
- Ana Duato (2000)
- Perico Delgado (2000)
- Imanol Arias (2000)
- Emilio Aragón (2000)
- Joan Manuel Serrat (1998)

### Estonie
- Eri Klas (1999)
- Erki Nool (1999)
- Maarja-Liis Ilus (1999)

### États-Unis
- Halima Aden (2018)
- Pink (2015)
- Tyson Chandler (2013)
- Angie Harmon (2013)
- Vern Yip (2010)
- Selena Gomez (2009)
- Joel Madden (2008)
- Dayle Haddon (2007)
- Lucy Liu (2005)
- Alyssa Milano (2003)
- Téa Leoni (2001)
- Marcus Samuelsson (2000)
- Sarah Jessica Parker (1998)
- Laurence Fishburne (1996)
- Millie Bobby Brown(2011)

### Éthiopie
- Abelone Melese (2014)
- Hannah Godefa (2013)
- Aster Aweke (2010)

### Égypte
- Ahmed Helmy (2017)
- Donia Samir Ghanem (2017)
- Mona Zaki (2017)

### Équateur
- Karla Kanora (2012)
- Antonio Valencia (2012)

### Finlande
- Lina Kuustonen (2012)
- Jyrki69 (2005)
- Eppu Nuotio (2002)
- Micke Rejström (1996)
- Juha Laukkanen (1994)
- Iiro Rantala (1993)
- Anna Hanski (1993)
- Eija Vilpas (1993)
- Jorma Uotinen (1993)
- Katri Helena (1990)
- Susanna Haavisto (1986)
- Eija Ahvo (1986)

### France
- Laetitia Casta (2016)
- Elodie Gossuin (2015)
- Thomas Pesquet
- Oxmo Puccino (2012)
- Orchestre philharmonique de Radio France (2007)
- Kids United & Kids United Nouvelle Génération
- Thierry Beccaro (2019)
- Laury Thilleman (2019)
- Tatiana Silva
- Soprano
- Teddy Riner
- Paola Locatelli

### Gambie
- Jaliba Kuyateh (2006)

### Géorgie
- Nikoloz Rachveli (2018)
- Paata Burchuladze (2010)

### Ghana
- Marcel Desailly (2007)

### Grèce
- Helene Glykatzi-Ahrweiler (1991)

### Guinée
- Sékouba Bambino (2018)

### Guinée-Bissau
- Tchuma Bari (2016)
- Eneida Marta (2013)

### Hong Kong
- Adam Wong (2017)
- Guo Jingjing (2014)
- Sarah Lee Wai-sze (2013)
- Trey Lee (2012)
- Wong Kam Po (2011)
- Eric Suen (2009)
- Karen Mok (2004)
- Charlie Yeung (2004)
- Gigi Leung (2002)

### Hongrie
- Krisztina Tóth (2014)

### Îles Fidji
- Krishneer Sen (2014)

### Inde
- Sachin Tendulkar (2013)

### Indonésie
- Ferry Salim (2004)

### Iran
- Mahtab Keramati (2006)

### Irak
- Kadim Al-Sahir (2011)

### Irlande
- Rory McIlroy (2011)
- Dermot Earley (2010)
- Joe Canning (2010)
- Donncha O'Callaghan (2009)
- Dustin the Turkey (2009)
- Stephen Rea (2005)
- Cathy Kelly (2005)
- Pierce Brosnan (2001)

### Israël
- David Broza (1996)

### Italie
- Angela Finocchiaro (2012)
- Alberto Angela (2011)
- Paola Saluzzi (2006)
- Niky Francisco (2006)
- Maria Rosaria Omaggio (2005)
- Mario Porfito (2004)
- Piccolo Coro dell'Antoniano (2003)
- Deborah Compagnoni (2003)
- Lino Banfi (2000)
- Roberto Bolle (1999)
- Corpo nazionale dei vigili del fuoco (1989)
- Simona Marchini (1987)

### Jamaïque
- Shelly-Ann Fraser-Pryce (2010)

### Japon
- Makoto Hasebe (2016)

### Kenya
- Effie Owuor (1997)

### Koweït
- Suad Abdullah (2002)

### Lettonie
- Marija Naumova (2005)

### Lituanie
- Julian Rachlin (2010)

### Luxembourg
- Liz May (2010)

### Malaisie
- Lisa Surihan (2017)
- Upin & Upin (2013)

### Mali
- Habib Koité (2010)

### Maroc
- Hanane El Fadili (2010)

### Mexique
- Thalia (2014)
- Yolanda Andrade (2014)
- Javier Hernández Balcázar (2012)
- Julieta Venegas (2009)
- César Costa (2004)

### Mongolie
- Tumur Ariuna (2001)
- Asashoryu Dagvador (2003)

### Monténégro
- Rambo Amadeus (2005)

### Mozambique
- Neyma (2014)

### Namibie
- Frank Fredericks (2005)
- Agnes Samaria (2005)

### Népal
- Ani Chöying Drolma (2014)

### Nouvelle-Zélande
- Gareth Morgan et Jo Morgan (2007)
- Mike Roberts
- Roger Hall

### Niger
- Abdoulrazak Issoufou Alfaga

### Nigeria
- Nwankwo Kanu (2005)

### Norvège
- Kjetil André Aamodt (2007)
- Sissel Kyrkjebø (2005)
- Ole Gunnar Solskjær (2001)

### Pakistan
- Faisal Kapadia et Bilal Maqsood (2005)

### Paraguay
- Menchi Barriocanal (2005)

### Pays-Bas
- Klaas van Kruistum (2017)
- Ranomi Kromowidjojo (2013)
- Claudia de Breij (2012)
- Renate Verbaan (2010)
- Edwin Evers (2005)
- Jörgen Rayman (2005)
- Trijntje Oosterhuis (2004)
- Sipke Jan Bousema (2002)
- Monique van de Ven (1996)
- Paul van Vliet (1992)

### Pérou
- Mónica Sánchez (2011)
- Gastón Acurio (2009)
- Dina Paucar (2008)
- Gianmarco Zignago (2006)

### Philippines
- Anne Curtis (2015)
- Daphne Oseña-Paez (2010)
- Gary Valenciano (1997)

### Pologne
- Lukasz Nowicki (2018)
- Robert Korzeniowski (2017)
- Robert Lewandowski (2014)
- Magdalena Rozczka (2010)
- Artur Żmijewski (2007)
- Małgorzata Foremniak (2006)
- Majka Jeżowska (2003)

### Portugal
- Pedro Couceiro (1995)
- Luís Figo (2003)
- Mariza (2005)

### République dominicaine
- Jatnna Tavarez (2010)

### Roumanie
- Horia Tecău (2017)
- Andrei Tiberiu Maria (2013)
- Gheorghe Hagi (2008)
- Andreea Marin Bânicâ (2006)

### Royaume-Uni
- Keeley Hawes (2016)
- Andy Murray (2016)
- Emma Bunton (2014)
- Michael Sheen (2014)
- Chris Hoy (2013)
- Eddie Izzard (2013)
- Cat Deeley (2009)
- Matt Dawson (2009)
- Duncan Bannatyne (2009)
- David Puttnam (2009)
- Charley Boorman (2008)
- Ryan Giggs (2006)
- James Nesbitt (2006)
- Elle Macpherson (2005)
- Ewan McGregor (2004)
- Paul Clark (2004)
- Trudie Styler (2004)
- Alex Ferguson (2002)
- Martin Bell (2001)
- Andrew O'Hagan (2001)
- Jemima Goldsmith (2001)
- Robbie Williams (2000)
- Manchester United Football Club (1999)

### Sainte-Lucie
- Taj Weekes (2013)

### Serbie
- Jelena Janković (2007)
- Ana Ivanović (2007)
- Aleksandar Đorđević (2005)

### Slovaquie
- Jaro Bekr (2015)
- Martim Pyco Rausch (2011)
- Stanislav Stepka (2001)
- Kamila Magalova (1995)

### Soudan
- Nancy Ajaj (2016)

### Suède
- Jenny Strömstedt (2015)
- David Hellenius (2011)
- Mark Levengood (2008)
- Eva Röse (2007)
- Kajsa Bergqvist (2005)
- Lill Lindfors (1998)

### Suisse et Liechtenstein[3]
- Kurt Aeschbacher (2004)
- Anatole Taubman (2018)
- Tina Weirather (2019)

### République tchèque
- Jitka Čvančarová (2015)
- Michal Viewegh (2011)
- Patrik Eliáš (2006)

### Tchad
- Tchuma Bari (2016)

### Thaïlande
- Anand Panyarachun (1996)

### Turquie
- Tuba Büyüküstün (2014)
- Kıvanç Tatlıtuğ (2011)
- Türkân Şoray (2009)
- İbrahim Kutluay (2008)
- Yıldız Kenter (2007)
- Ayşe Kulin (2007)
- Müjdat Gezen (2007)
- Tayfun Talipoglu (2006)
- Gülsin Onay (2003)
- Ferhan et Ferzan Önder (2003)

### Ukraine
- Ruslana Lyjytchko (2005)
- Jamala

### Uruguay
- Natalia Oreiro (2011)
- Diego Forlán

### Vanuatu
- Équipe nationale de volley-ball féminine (2015)

### Venezuela
- Alejandro Cañizales (2011)
- Édgar Ramírez (2010)
- Omar Vizquel (2008)

### Viêt Nam
- Nguyen Xuan Bac (2012)
- Vu Nguyen Ha Anh (2010)

### Zimbabwe
- Prudence Mabhena (2011)